# Adam Łopatka
Adam Łopatka (* 10. November 1928 in Szlachcin bei Środa Wielkopolska, Polen; † 14. Juni 2003) war ein polnischer Jurist, Politiker und Träger des Menschenrechtspreis der Vereinten Nationen 1988.

## Wissenschaftliche Karriere
1951 graduierte Łopatka am Institut für Recht und Wirtschaft an der Adam-Mickiewicz-Universität in Posen. An gleicher Stelle erhielt er 1958 den Doktortitel. Zu einem Thema aus der Staats- und Rechtstheorie habilitierte er sich 1962. 1968 wurde er außerordentlicher, 1973 ordentlicher Professor. 1967 gründete er das Institut für politische Studien, dessen Direktor er bis 1969 war. Bis 1987 war er Direktor des Instituts der Rechtskunde an der Polnischen Akademie der Wissenschaften.
Łopatka  lehrte und forschte an Universitäten in Mexiko, Frankreich, Jugoslawien, Russland, USA, Japan und der Volksrepublik China. Er schrieb einige Bücher und über 200 wissenschaftliche Artikel im In- und Ausland.

## Politische Karriere
In der Zeit von 1971 bis 1981 saß Łopatka der Gesellschaft der polnischen Juristen als Präsident vor, dessen Mitglied er bis zu seinem Tode war. 1976 und 1980 wurde er in das Sejm, das polnische Parlament, gewählt. Von Mai 1982 bis Mitte 1987 wurde er zum Minister für Glaubensfragen gewählt. Anschließend übernahm er bis Mitte 1990 den Vorsitz des Obersten Gerichtshofes von Polen.

## Vereinte Nationen
1977 war Łopatka Delegierter auf der Generalversammlung der Vereinten Nationen. Zwischen 1978 und 1983 repräsentierte er Polen in der UN-Menschenrechtskommission. 1978 startete er den Entwurf zur Kinderrechtskonvention, die 1989 verabschiedet wurde. 1988 erhielt er den Menschenrechtspreis der Vereinten Nationen.

## Privates
Łopatka war verheiratet, hat zwei Söhne und vier Enkelkinder.

## Ehrungen
- 1980 Ehrendoktor für Rechtswissenschaften an der University of Florida
- 1988 Menschenrechtspreis der Vereinten Nationen

## Veröffentlichungen
- Die Verwaltungsreform in der VRP; Poln. Agentur Interpress 1975
- Die jüngsten Änderungen in der Verfassung der Volksrepublik Polen. In: Roman Schnur (Hrsg.): Probleme der Gesetzlichkeit im Staatsapparat der Volksrepublik Polen. Duncker & Humblot 1977 ISBN 978-3-428-03937-1
- Revolution and socialist renewal in Poland. In: Werner Maihofer, Gerhard Sprenger (Hrsg.): Revolution and human rights. Franz Steiner Verlag 1990; ISBN 978-3-515-05612-0
- The Rights of the Child Are Universal: The Perspective of the UN Convention on the Rights of the Child. In: Michael Freeman, Philip Veerman (Hrsg.): The Ideologies of children's rights. Martinus Nijhoff Publishers 1992; ISBN 978-0-7923-1800-2
- Appropriate Direction and Guidance in the Exercise by a Child of the Rights to Freedom of Expression, Thought, Conscience and Religion. In: Eugeen Verhellen (Hrsg.): Monitoring children's rights. Martinus Nijhoff Publishers 1996; ISBN 978-90-411-0161-7